# HD 147018 c

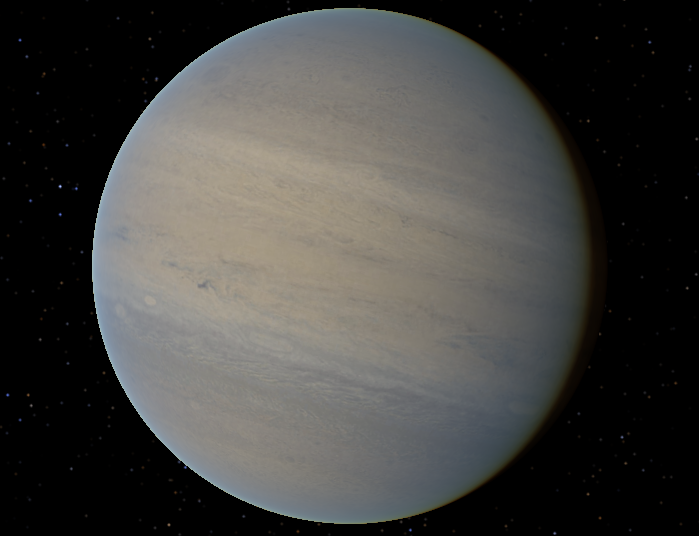

HD 147018 c는 분광형 G의 주계열성 HD 147018 주위를 돌고 있는 외계 행성이다. 이 행성은 지구로부터 남쪽삼각형자리 방향으로 약 140광년 떨어진 곳에 있다. c의 최소 질량은 목성의 6.5배는 되며 항성으로부터는 지구~태양 거리의 약 2배 거리만큼 떨어져 있다. 이 행성은 항성으로부터 형제 행성 HD 147018 b보다 약 8배 멀리 떨어져 있다. 2009년 8월 11일 Segransan 연구진이 시선 속도법을 이용하여 발견했다.

## 참고 문헌
- Segransan 연구진 (2009). “The CORALIE survey for southern extrasolar planets. XVI. Discovery of a planetary system around HD 147018 and of two long period and massive planets orbiting HD 171238 and HD 204313”. 《Astronomy & Astrophysics》.